# Enisa Nikaj
Enisa Nikaj (ɛniːsɑː ˈniːkaɪ; geboren am 5. März 1996), Künstlername Enisa (Eigenschreibweise in Großbuchstaben), ist eine US-amerikanische Sängerin. Sie begann ihre Musikkarriere im Jahr 2015 mit Cover-Liedern und begann eigene Musik im Jahr 2016 zu veröffentlichen. Sie unterschrieb bei dem Plattenlabel Atlantic Records und Highbridge The Label im Dezember 2019 und nahm am American Song Contest im März 2022 teil.

## Frühes Leben
Enisa Nikaj wurde in Brooklyn, New York als Kind albanischer Eltern aus Tuzi, Montenegro geboren. Ihr Vater emigrierte aus der SFR Jugoslawien in die Vereinigten Staaten von Amerika im Alter von 25 Jahren, ihre Mutter folgte später. Enisa ist das mittlere Kind und hat einen älteren und einen jüngeren Bruder, beide begannen Basketball zu spielen während Enisa sich in Richtung Musik orientierte. Sie begann bereits als junges Kind zu Hause zu singen. Enisa besuchte die PS 130 The Parkside Grundschule, wo sie am Theater und Schulchor teilnahm. Sie schloss die Schule als Beste ihrer Klasse ab. Im Alter von sieben Jahren spielte sie die Rolle der Dorothy in einer Schulaufführung von Der Zauberer von Oz in der vierten Klasse.
Enisa besuchte die I.S. 259 William McKinley Junior High School und die Edward R. Murrow High School, der Abschluss war im Jahr 2015. Der Rapper Joey Badass war einer ihrer Schulkameraden. Sie besuchte das Brooklyn College und schloss früh mit einem Bachelor-Abschluss in Business Administration im Mai 2018 ab. Sie spielt Klavier, und hatte Praktika bei Werbeunternehmen. Enisa wuchs auf mit albanischer Musik, zusätzlich zu Künstlern wie Frank Sinatra, Nina Simone und Justin Timberlake. Sie sprach von Adele und Amy Winehouse als ihre Inspiration.

## Musikalische Karriere

### 2015–2017: Anfänge
Im Jahr 2015 begann Enisa Coverversionen von Künstlern wie David Guetta und Sia (Titanium), Hozier (Take Me to Church), Justin Timberlake (Cry Me a River) und Adele (Hello) aufzuführen. Nach ihrem High-School-Abschluss wollte sie in die Musikindustrie und produziere ihr erstes Video mithilfe eines Freundes, welcher als Fotograf in die Videoproduktion einsteigen wollte. Ihr Cover von Hoziers Song erreichte 100.000 Aufrufe auf YouTube innerhalb von drei Monaten, wobei ein Reupload durch eine Facebook Seite eine Million Aufrufe in drei Tagen ansammelte. Enisa hat in Interviews ausgedrückt, dass ihr Mangel an Verbindungen in die Musikindustrie sie dazu verleitet hat, ihre selbstperformten Coverlieder selbst zu posten, als ein Weg um ihr Talent zu zeigen, und sie hoffte, auf die Aufmerksamkeit eines Musikproduzenten oder eines Managers zu stoßen.

“The whole experience helped me realize that I don’t need to rely on anyone for anything but myself, because I have the power to achieve whatever my heart desires, as long as I believe in myself first.”

Am 15. September 2016 veröffentlichte sie ihre Debütsingle Burn This Bridge. Das Musikvideo wurde am 23. November veröffentlicht. Enisa wurde inspiriert, den Song zu schreiben, nachdem sie von jemanden aus der Branche, von welchem sie dachte, er würde ihr helfen, entmutigt wurde und er stattdessen zu ihr sagte, sie hätte nicht das, was es brauchen würde und sie wäre nicht gut genug. Das Lied wurde dann durch Beats Electronics in einem Werbespot im Juni 2017, welcher auch die Fußballspielerin Alex Morgan zeigte, genutzt.
Am 26. Mai 2017 veröffentlichte sie ihre zweite Single Glory Days. Es wurde ihre erste Platzierung in einem Film-Soundtrack als es in der Eröffnungsszene von Miss Virginia (2019) gespielt wurde. Enisa veröffentlichte ihre dritte Single Freedom am 25. August, das Musikvideo folgte am 10. September. Sie trat auf als Feature in Statik Selektahs Single Ain’t a Damn Thing Change, gemeinsam mit G-Eazy und Joey Badass auf, welches am 30. November veröffentlicht wurde.

### 2018–2019: Plattenvertrag
Enisa veröffentlichte ihre vierte Single Reunite und das Musikvideo am 4. Februar 2018. Das Lied war ein Tribut an ihren Onkel, welcher zwei Jahre zuvor verstorben war. Nach ihrem Collegeabschluss im Mai begann sie ihre Musikkarriere in Vollzeit zu verfolgen im Alter von 22 Jahren. Am 18. Oktober kündigte sie einen gemeinsamen Track mit dem französischen Sänger Scridge an, welcher zu Karma (Remix) wurde. Nach Verzögerungen bestätigte Enisa im Juni 2019, dass das französische Label die Veröffentlichung abgebrochen hatte. Nachdem der Track im Oktober 2019 geleaked wurde, wurde er offiziell am 15. November veröffentlicht. Enisa führte verschiedene Coversongs von 2018 bis 2020 auf, einer davon war ihr Cover von Mockingbird von Eminem welches sie am 9. Dezember 2018 veröffentlichte, es erreichte 10 Millionen Aufrufe auf YouTube bis zum Dezember 2020.
Im Jahr 2019 veröffentlichte sie ihre fünfte Single Wait For Love und das dazugehörige Musikvideo am 6. Juli. Enisa trat als Feature bei Termanology und Dame Greases Single Travel The World, an der Seite von Bun B auf, welche am 19. September und schließlich das Musikvideo wurde am 20. Januar 2020 veröffentlicht. Sie veröffentlichte ihre sechste Single Something Beautiful und das dazugehörige Musikvideo am 15. Dezember, als Tribut an die Opfer des Erdbeben in Albanien 2019, welches sich am 26. November ereignet hatte.
Eine Person welche Verbindungen zum Highbridge the Label hatte, hörte Enisas Musik im Jahr 2017 während einem Besuch in einem Philippe-Chow-Restaurant in Manhattan, New York. Ein Kellner hatte den Titel Freedom gespielt und führte die Person in Enisas Musik ein, nachdem sie zu ihr gefragt wurde. Enisa wurde schließlich in das Studio eingeladen durch den Rapper A Boogie wit da Hoodie und sein Team im Januar 2018. Mehr als ein Jahr später, während sie gerade mit RCA Records sprach, hatte Enisa eine Zufallsbegegnung mit A Boogie und wurde erneut in das Studio eingeladen, um ihre unveröffentlichte Musik zu spielen. Später wurde sie höheren Stellen bei Atlantic Records vorgestellt und erhielt schließlich im Mai 2019 ein Vertragsangebot, woraufhin sie am 6. Dezember 2019 ihren ersten Plattenvertrag unterzeichnete.

### 2020–2021: Herausragende Singles
Im Jahr 2020 veröffentlichte sie ihre siebte Single Love Cycle und das Musikvideo am 18. September. Nachdem das Video viral ging, und besonders großes Interesse unter den nigerianischen Fans fand, nahm sie im Dezember 2020 zu deren Ehren den Namen „Eniola“ an. Enisa veröffentlichte ihre achte Single Dumb Boy und das Musikvideo am 20. November. Aufgrund der COVID-19-Pandemie nahm sie das Lied zu Hause auf, was sie dazu zwang,  sich mit Videobearbeitung und der Ableton Audiosoftware vertraut zu machen. Enisa machte sich selbst ihre Haare und Makeup, nahm auf, bearbeitete und führte die Farbkorrektur all ihrer Videoveröffentlichungen in diesem Jahr. Beide Musikvideos konnten jeweils 12 Millionen Aufrufe auf YouTube innerhalb eines Jahres seit Veröffentlichung ansammeln.
Im Jahr 2021 nahm sie als Feature an dem Song Number One (Remix) des tansanischen Sängers Rayvanny teil, welches am 1. Februar veröffentlicht wurde, während das Musikvideo am 24. Februar folgte. Enisa veröffentlichte ihre neunte Single Count My Blessings mit Musikvideo am 26. Februar. Der Song nutzte ein Sample einer Interpretation von Sidi Mansour des tunesischen Sängers Saber Rebaï. Enisa veröffentlichte ihre Single Love Cycle (Remix) mit einem Feature des nigerianischen Sängers Davido am 26. März. Sie veröffentlichte ihre zehnte Solo-Single Tears Hit The Ground am 4. Juli, welche zur Leadsingle ihrer Debüt-EP wurde, welche 2022 veröffentlicht wurde. Eine Live-Acoustikversion des Liedes wurde am 28. Oktober 2021 veröffentlicht.

### 2022–heute:Fake LoveEP
Im Jahr 2022 veröffentlichte Enisa ihre Debüt-EP mit dem Titel Fake Love am 18. Februar. Das Musikvideo zu Get That Money wurde am 18. und zu One Thing am 28. Februar veröffentlicht. Am 3. März wurde Enisa als eine der Teilnehmerinnen des American Song Contest angekündigt, um den Bundesstaat New York zu vertreten. Am 14. Oktober drückte sie in einem Tweet aus, dass sie Montenegro beim Eurovision Song Contest 2023 in Liverpool vertreten sollte, kurz nachdem die Rundfunkgesellschaft des Landes ankündigte, dass das Land nicht teilnehmen würde.

## Karriere als Model
Enisa war Cover Model in der 2014er Ausgabe des jährlich erscheinenden Prom Guide Magazins. Im November 2013 wurde sie geshortlisted als eine von den Top fünf Teilnehmern ausgewählt aus landesweiten Einsendungen, bevor sie im Januar 2014 das Cover zierte und ein Stipendium in Höhe von 5.000 Dollar gewann. Nach ihrem Einstieg in die Musik im Jahr 2015 wurde Enisa über soziale Medien von Plattenfirmen und Managern angesprochen. Sie entschied sich im Januar 2016 dazu, bei Wilhelmina Models zu unterschreiben und wurde durch Bobby Gutierrez gemanagt. In dieser Zeit erschien sie in den Editorials von Fashionmagazinen für C-Heads im Februar 2016, Vulkan im April 2016, Slimi im November 2016, und Twelv im Oktober 2017.
Sie beschreibt ihren Stil als „zeitlos und klassisch mit einer modernen Note und einem Hauch von Brooklyn-Attitüde“ und als „eher konservativ. Eher als auffällig und all das. Aber es ist sehr New York City“. Enisa beschreibt ihre Stadt als ihre größte Inspiration, „Ich lasse mich schon beeinflussen, wenn ich die Straße in SoHo oder auf der 5th Avenue entlang laufe. Ich lasse mich einfach von so vielen Leuten beeinflussen“ und bewundert den Stil von Victoria Beckham. Enisa ist bekannt für ihr langes Haar als ihren charakteristischen Look. Als sie im Jahr 2021 dazu gefragt wurde, sagte sie, dass sie Haarglättung vermeidet und monatlich einen Haarschnitt erhält, wobei nur ihre Mutter ihre Haare schneiden darf.
Sie erschien in der Werbekampagne für die GRL PWR Nova Sneaker von Puma im Januar 2019. Sie erschien in Editorials für Flaunt im März 2021 und Out Now im Juni 2021.

## Diskographie

### Extended play
- Fake Love (2022)

### Singles
Als Hauptkünstlerin
- 2016: Burn This Bridge
- 2017: Glory Days
- 2017: Freedom
- 2018: Reunite
- 2019: Something Beautiful
- 2019: Wait for Love
- 2020: Love Cycle
- 2020: Dumb Boy
- 2021: Count My Blessings
- 2021: Love Cycle (Remix) (ft. Davido)
- 2021: Tears Hit the Ground
- 2022: Green Light
- 2022: Zoom
- 2022: Just A Kiss (Muah)
- 2022: OLÉ
- 2023: Blame It On Me
- 2023: What Would You Do
- 2023: Whatcha Waiting For
- 2024: Disco Cone (Take It High) (ft. Wenzl McGowen)
- 2024: Karaoke
- 2024: La Dadi
- 2024: Tears Don’t Fall (Kaskade, Enisa)

Als featured artist
- 2017: Ain’t A Damn Thing Change (Statik Selektah ft. G-Eazy, Joey Badass, Enisa)
- 2019: Travel the World (Termanology, Dame Grease ft. Bun B, Enisa)
- 2019: Karma (Remix) (Scridge, Enisa, Ghenda)
- 2021: Number One (Remix) (Rayvanny ft. Enisa)
- 2023: Fool 4 U (Galantis & JVKE ft. Enisa)[53]